# Thémiseul de Saint-Hyacinthe
Hyacinthe Cordonnier, dit Thémiseul de Saint-Hyacinthe, né le 24 septembre 1684 à Orléans et mort à Teteringen près de Bréda le 29 juin 1746, est un écrivain satirique français.

## Biographie
Placé au collège de l’Oratoire, le jeune Hyacinthe y eut de si grands succès qu’un chanoine de la collégiale de Saint-Étienne se chargea des frais de son éducation. Sa mère changea son nom en chevalier de Thémiseul et lui acheta un brevet d’officier de cavalerie en 1703. Il fut fait prisonnier à la bataille de Höchstadt et retenu quelque temps en Hollande avant d’être remis en liberté et de pouvoir revenir à Troyes. Parti en Suède offrir ses services à Charles XII, il eut à nouveau la malchance d’arriver à Stockholm juste après la défaite de Pultawa (1709).
Il retourna donc en Hollande où il avait lié connaissance avec des hommes de lettres durant son séjour forcé comme prisonnier de guerre. Il y apprit l’anglais, l’italien, l’espagnol et les langues anciennes tandis que le chanoine lui faisait passer des fonds. Réduit aux dernières ressources, il fut présenté à la femme de l’ambassadeur d’Espagne, la duchesse d’Ossone, qui le prit sous sa protection et l’installa à l’hôtel de l’ambassade où il vécut jusqu’à ce que, pris de soupçons, l’ambassadeur l’oblige à quitter la Hollande. De retour à Troyes, il fit scandale avec une liaison avec la nièce d’une abbesse à qui il donnait des leçons d’italien. N’ayant que le temps de fuir à nouveau vers la Hollande, il s’associa aux auteurs du Journal littéraire dont la première livraison date de 1713.
Le premier écrit de Saint-Hyacinthe, une satire souvent spirituelle contre les annotateurs, scoliastes et commentateurs de l’érudition intitulée Le Chef-d’œuvre d’un inconnu (1714), fonda à bon droit sa réputation d’homme d’esprit. Comme il l'avait publié anonymement, on alla jusqu’à l’attribuer à Fontenelle mais, dès qu’il en fut connu comme l’auteur, on l’invita à se rendre à Paris où chacun lui fit fête. Mais, toujours sous le coup du mandat d’arrêt à la suite de son aventure de Troyes, il dut, par crainte de mésaventure, retourner promptement à La Haye. Il soigna, dans le cours de sa carrière littéraire, plusieurs éditions de son Chef-d’œuvre, qu’il enrichit de quelques remarques et de pièces nouvelles.
Il poursuivit sa vie laborieuse de critique jusqu’en 1722, à sa fuite en Angleterre avec Susanne de Marconnay qu’il épouse. Après douze ans passés en Angleterre, il retourna à Paris en 1734 mais n’y reste guère après sa querelle avec Voltaire dont il a raconté la bastonnade aux mains des gens du duc de Rohan dans la Déification d’Aristarchus Masso (Londres, 1732). Il retourne dans la patrie de sa femme, à Ginneken, près de Bréda, où il mourra.
On lui doit également une Lettre à Madame Dacier où il prit parti pour les Modernes dans le renouveau de la Querelle des Anciens et des Modernes. Son Histoire du prince Titi a connu une grande vogue en France à son époque. Il a eu part à la rédaction du Journal littéraire et de L’Europe savante. Il a traduit la Préface de Don Quichotte de l’espagnol et la première moitié des Aventures de Robinson Crusoé de Defoe de l’anglais. Il a édité les Réflexions nouvelles sur les femmes de la marquise de Lambert, les Contes et Nouvelles de Bonaventure Des Périers.
Saint-Hyacinthe a également utilisé le pseudonyme de Chrisostome Matanasius.

## Œuvres
- Dissertation analytique sur les chronographes. Donnée pour étrennes à toutes les personnes des-œuvrées, qui n'auront rien de meilleur à faire, Bruxelles, Aux dépens des acheteurs [sic], 1718
- Dissertation critique et analytique sur les chronogrammes, Bruxelles, Veuve F. Foppens, 1751
- Entretiens dans lesquels on traite des entreprises de l'Espagne, des prétentions de M. le Chevalier de S. George. Et de la renonciation de sa majesté catholique, La Haye, A. de Rogissart, 1719
- Histoire de Melisthene, roi de Perse, Paris, J. Musier, 1723
- Histoire du prince Titi, Paris, Veuve Pissot, 1736
- La Conformité des destinées, et Axiamire; ou, La princesse infortunée. Nouvelles historiques, Paris, Veuve Pissot, 1736
- La Reine fantasque, 1786, Genève Slatkine Reprints, 1978
- La Suite de l’Histoire du Prince Titi, Genève, Slatkine Reprints, 1978, 1786
- Le Chef d’œuvre d’un inconu, poëme heureusement découvert & mis au jour avec des remarques savantes & recherchées, La Haye, Aux dépens de la Compagnie, 1714 [1ère édition]
- Le Chef-d’œuvre d’un inconnu, Éd. Henri Duranton, Saint-Étienne, Publications de l’Université de Saint-Étienne, 1991,  (ISBN 2222045312)
- Le Fantasque, Amsterdam, Jean-François du Sauzet, 1745
- Lettres critiques sur La Henriade de M. de Voltaire, Londres, J.P. Coderc & G. de Merville, 1728
- Lettres écrites de la campagne, La Haye, Alex. de Rogissart., 1721
- Matanasiana, ou Mémoires littéraires, historiques, et critiques, du docteur Matanasius, S.D.L.R.G. , La Haye, Veuve de Charles Le Vier, 1740
- Melisthenes, ou, L'illustre Persan : nouvelle, Paris, Pierre Prault, 1732
- Mémoires littéraires S.D.L.R.G. , La Haye, Le Vier, 1716
- Pensées secrettes, et observations critiques attribuées à feu M. de Saint-Hyacinthe, Londres, [s.n.], 1769
- Recherches philosophiques, sur la nécessité de s'assurer par soi-même de la vérité, sur la certitude de nos connoissances; et sur la nature des êtres, par un membre de la Société royale de Londres, Rotterdam & La Haye, A. Johnson, 1743
- Recueil de divers écrits sur l’amour et l’amitié, la politesse, la volupté, les sentimens agréables, l’esprit et le cœur, Paris, Veuve Pissot, 1736